# دری السید
دری السید (انگلیسی: Dorri El-Said; ۳۱ ژانویهٔ ۱۹۲۷ – ژانویه ۲۰۱۵) بازیکن واترپلو و شناگر اهل مصر بود.